# Chýštský rybník
Chýštský rybník o rozloze 2,8 ha se nalézá v polích asi 1,6 km severozápadně od centra obce Chýšť v okrese Pardubice. Cca 100 m severně od rybníka probíhá dálnice D11 z Prahy do Hradce Králové. Rybník je využíván pro chov ryb.

## Galerie

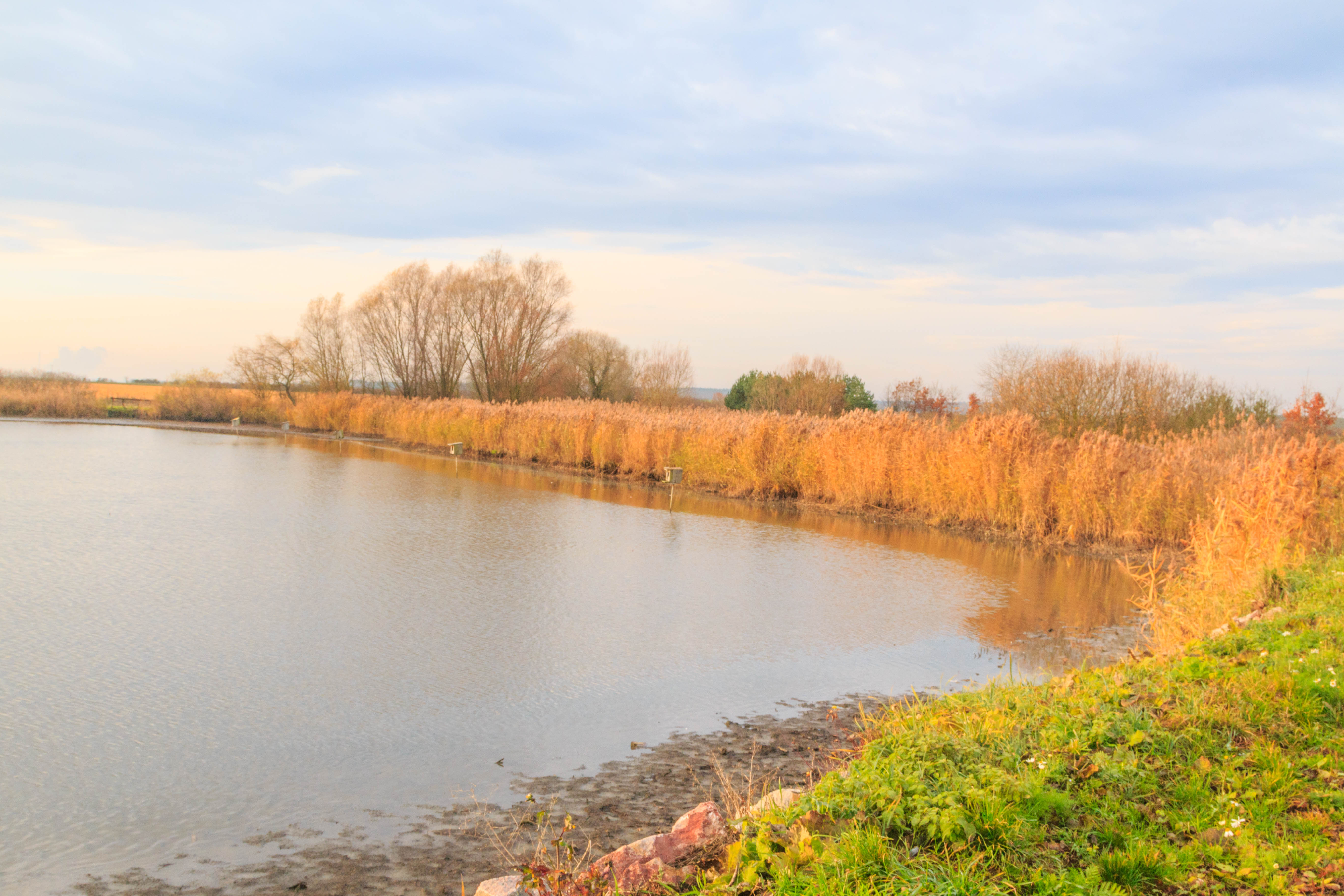
Chýštský rybník
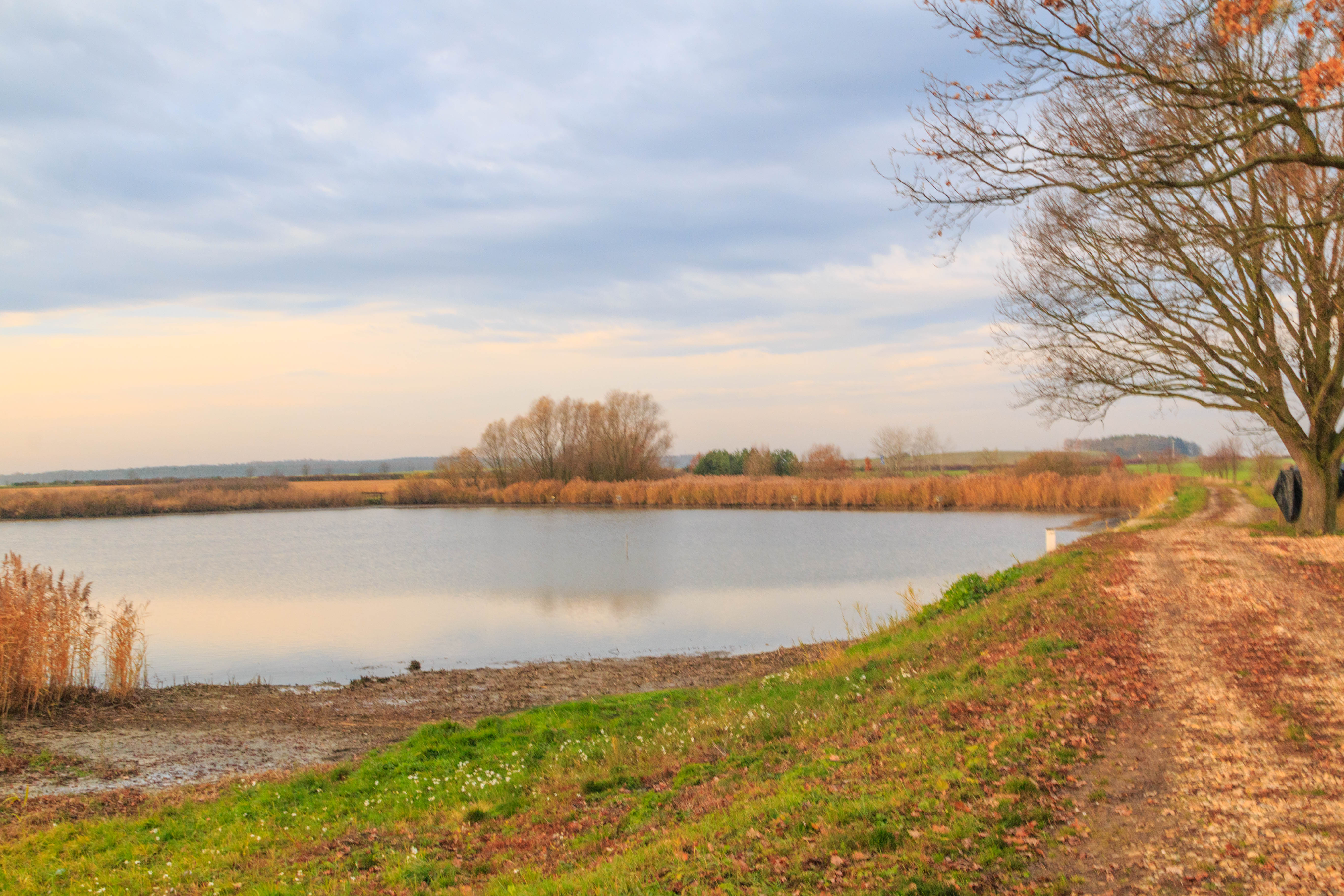
Chýštský rybník
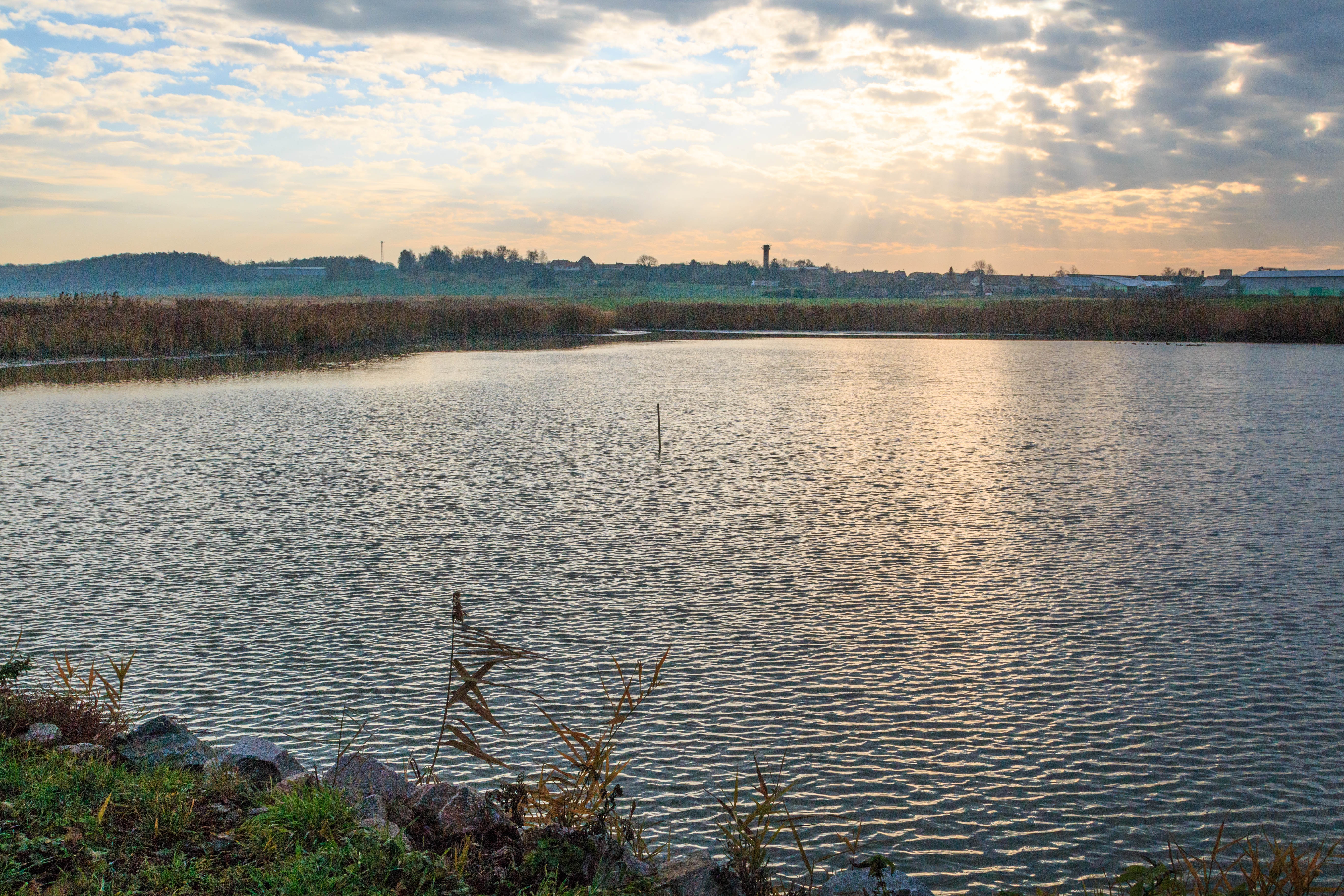
Chýštský rybník
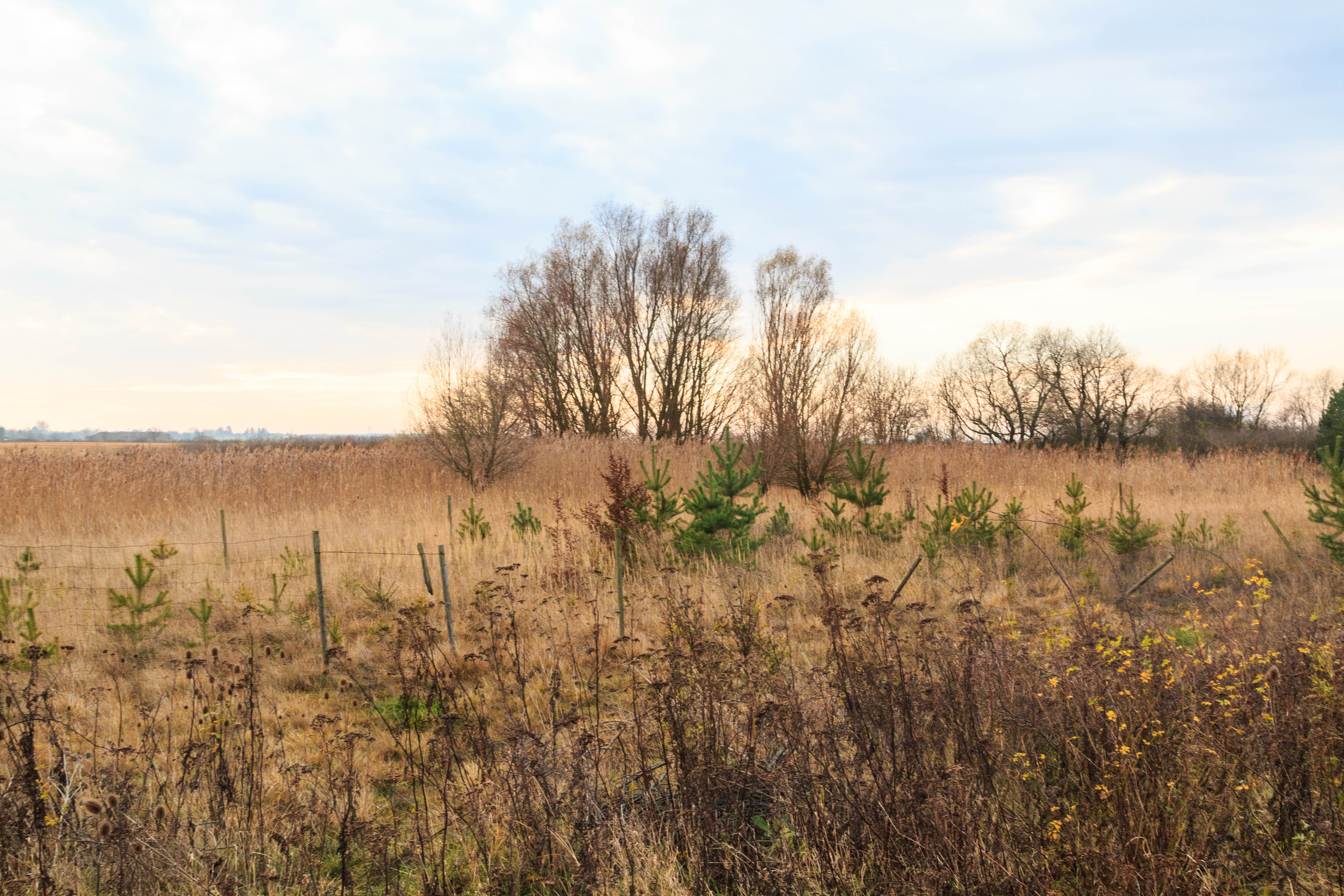
Chýštský rybník